# Гран-при Валенсии 2025
41-й выпуск  Гран-при Валенсии — шоссейной однодневной велогонки по дорогам Испании. Гонка прошла 26 января 2025 года в рамках Европейского тура UCI 2025 (категория 1.1). Победу одержал швейцарский велогонщик Марк Хирши.

## Участники
В гонке участвовали 22 команды: 8 категории UCI WorldTeam, 9 UCI ProTeams и 5 UCI Continental Team.
| UCI WorldTeams (8)- UAE Team Emirates XRG - Bahrain-Victorious - XDS Astana Team - Team Jayco AlUla - Cofidis - Movistar Team - Groupama-FDJ - Arkéa-B&B Hotels UCI ProTeams (9)- Lotto - Team Polti VisitMalta - Burgos-Burpellet-BH - Euskaltel-Euskadi - Equipo Kern Pharma - Tudor Pro Cycling Team - Caja Rural-Seguros RGA - VF Group-Bardiani CSF-Faizanè - Team TotalEnergies UCI Continental Teams (5)- Anicolor/Tien 21 - Van Rysel-Roubaix - Lidl-Trek Future Racing - Illes Balears Arabay - Nice Métropole Côte d'Azur |
| |

## Маршрут
В этом выпуске пелотону предстоит преодолеть Альт-дель-Канондж, известный также как «Нуга Дуро», всего в 10 километрах от финиша. Этот подъём представляет собой настоящую 6-километровую стену с пандусами и градиентом более 15 %. Ожидается, что он растянет гонку на последнем отрезке и подарит взрывное прибытие на улицы Ла-Нусии. После преодоления подъёма велосипедистам предстоит головокружительный спуск к Олимпийскому стадиону Камило Кано.

## Ход гонки
Пелотон преодолел 184 километра от Валенсии до Ла-Нусии. На равнинном участке за 50 километров до начала восхождения Батист Вейстроффер из Lotto, Мартин Педерсен из Lidl-Trek Future Racing и Ксавье Каньеллас из Sabgal-Anicolor увеличили свое преимущество до чуть более трех минут. Следующие 40 километров трио продолжало лидировать, преодолев Альто-де-Баркс 3-й категории с отрывом, сократившимся до 2:20. Гонщики из Bahrain Victorious и Tudor Pro Cycling обогнали пелотон, ожидая горных участков — Альто-де-Колл-де-Рейтс 2-й категории, длиной 6,7 километра со средним уклоном 5,2 %, и Альто-де-Туррон-Дуро 3-й категории, протяженностью 3,5 километра с уклоном 9 % — на последних 44 километрах дистанции. Колл-де-Рейтс, используемый командами для тренировок и тестирования во время сборов, стал ловушкой для трио: Педерсен был настигнут пелотоном у начала подъема, а его товарищи были задержаны на километр позже. Bahrain-Victorious сразу же создала давление. После 15-километрового спуска и 11 километров до финального подъема небольшая группа гонщиков вырвалась вперед, создав отрыв в 20 секунд. Атаки начались сразу же на небольшом спуске, ведущем к Альто-де-Туррон-Дуро, до которого оставалось 15 километров. Буитраго был самым активным, но Хирши, Кристен и Скарони преследовали его на узкой, неровной дороге подъема. Буитраго отстал от лидирующей группы на спуске, где асфальт улучшился по направлению к Ла-Нусии. Троица оторвалась от пелотона, но Буитраго пробился обратно, и к нему присоединился Моргадо. Скарони начал атаку, и Хирши последовал за ним, оставив Кристена позади, чтобы организовать спринт один на один на последнем километре. Они играли в игры на последнем километре, но вскоре Хирши продемонстрировал свою силу. Марк Хирши сумел опередить Кристиана Скарони на последних 200 метрах, что позволило ему одержать победу во второй гонке сезона мужских европейских велогонок 2025 года. Антониу Моргадо из ОАЭ, представляющий команду Emirates, смог опередить Сантьяго Буитраго из Bahrain Victorious, который также преследовал лидеров, и занял последнее место на подиуме. Ян Кристен из Emirates замкнул пятерку лучших.

## Результаты
| \| Генеральная классификация \| Генеральная классификация \| Генеральная классификация \| Генеральная классификация \| Генеральная классификация \| \| Гонщик \| Гонщик \| Команда \| Время \| \| \| ------------------------- \| ------------------------- \| ------------------------- \| ------------------------- \| ------------------------- \| \| 1-й \| Марк Хирши \| Tudor Pro Cycling Team \| 4ч 26' 31 \| \| \| 2-й \| Кристиан Скарони \| XDS Astana Team \| + 2 \| \| \| 3-й \| Антонио Моргадо \| UAE Team Emirates XRG \| + 7 \| \| |                  |                        |           |
| |                  |                        |           |
| Источник: ProCyclingStats |                  |                        |           |
| Генеральная классификация |                  |                        |           |
| Гонщик | Гонщик           | Команда                | Время     |
| 1-й | Марк Хирши       | Tudor Pro Cycling Team | 4ч 26' 31 |
| 2-й | Кристиан Скарони | XDS Astana Team        | + 2       |
| 3-й | Антонио Моргадо  | UAE Team Emirates XRG  | + 7       |